# Энноальд
Энноальд (Хаймоальд; лат. Ennoaldus или Chaimoaldus; умер не позднее 625) — епископ Пуатье в первой четверти VII века.

## Биография
На основании ономастических данных предполагается, что Энноальд происходил из знатной франкской семьи. В некоторых исторических источниках он отождествляется с Хаймоальдом, близким родственником епископа Ле-Мана Бертрана. Возможно, Энноальд был родственником Бертрана по своей матери. Ещё в детстве отданный своему родственнику на воспитание, он получил образование при кафедральном соборе в Ле-Мане. От Бертрана Энноальд получил сан архидиакона, а затем должность аббата основанного епископом монастыря Святого Петра.
В средневековых списках глав Пуатевинской епархии, наиболее ранний из которых был составлен в XII веке, Энноальд назван преемником Карегизила. Точно не известно, когда Энноальд получил епископскую кафедру в Пуатье. Достоверно установлено только то, что в 614 году он уже был главой местной епархии. Вероятно, Энноальд стал епископом благодаря Бертрану Ле-Манскому, одному из наиболее деятельных сторонников Хлотаря II среди духовенства Франкского государства.
Энноальд упоминается в современных ему документах как участник состоявшегося 18 октября 614 года в Париже церковного собора. На этом созванном по инициативе Хлотаря II синоде были приняты постановления, регулирующие имущественные отношения между духовными лицами, а также одобрен принятые королём указы, запрещавшие иудеям владеть рабами из числа христиан.
Когда умер епископ Энноальд, точно не известно. Если отождествление Энноальда с Хаймоальдом верно, то он был жив ещё в 616 году, когда Хаймоальд был назван душеприказчиком своего родственника Бертрана Ле-Манского. Достоверно установлено, что Энноальд должен был перестать быть главой епархии Пуатье не позднее 625 года, когда новым епископом здесь уже был Иоанн I.